# July Furlong
July Furlong (Cidade do México) é uma atriz, cantora, escritora e jornalista mexicana.

## Filmografia

### Televisão
- Al norte del corazón (1997) .... Marcela
- Con toda el alma (1996) .... Doctora
- Mujer, casos de la vida real (1994)
- Muchachitas (1991) .... Verónica Sánchez Zúñiga
- Mi pequeña Soledad (1990) .... Natalia Villaseñor
- Ave fénix (1986) .... Cristina
- Principessa (1984) .... Elina
- Guadalupe (1984) .... Sara
- Por amor (1982) .... Marcia
- Cancionera (1980) .... Paloma
- La llama de tu amor (1979)
- La noche del sábado (1978) .... Donina
- Humillados y ofendidos (1977) .... Alicia
- Ven conmigo (1975) .... Vicky
- Paloma (1975) .... Isabel
- La hiena (1973) .... Rosaura
- El edificio de enfrente (1972)
- El amor tiene cara de mujer (1971) .... Cristina
- Velo de novia (1971)

### Cinema
- Mi nombre es Sergio, soy alcohólico (1981)
- Chin Chin el Teporocho (1976)
- Un amor extraño (1975)
- Besos, besos... y más besos (1973)
- Lux aexterna (1973)
- Ya sé quién eres (te he estado observando) (1971)
- El cielo y tú (1971)
- Más allá de la violencia (1971)
- El paletero (1971)
- La agonía de ser madre (1970)
- Las chicas malas del Padre Méndez (1970)
- La guerra de las monjas (1970)
- Los problemas de mamá (1970)
- La puerta y la mujer del carnicero (1968)
- Esta noche sí (1968)

### Teatro
- El juego que todos jugamos (1975)

## Prêmios e indicações

### TVyNovelas
| Ano  | Categoria                | Telenovela         | Resultado |
| ---- | ------------------------ | ------------------ | --------- |
| 1991 | Melhor atriz antagonista | Mi pequeña Soledad | Venceu    |